# Kvarnträsket (Råneå socken, Norrbotten, 735817-175716)
Kvarnträsket är en sjö i Bodens kommun i Norrbotten och ingår i Råneälvens huvudavrinningsområde.